# Siempre no es toda la vida
Siempre no es toda la vida es una obra de teatro de Santiago Moncada, estrenada en 1979.

## Argumento
La obra recorre tres etapas en la vida de un matrimonio: El pasado (su adolescencia y noviazgo felices), su presente (los problemas de la vida conyugal) y su futuro (distantes en sentimientos pero unidos por el convencionalismo social).

## Estreno
- Teatro Infanta Beatriz, Madrid, 19 de enero de 1979. 
  - Dirección: Ángel García Moreno.
  - Intérpretes: Gemma Cuervo, Carlos Estrada, Amelia de la Torre, Guillermo Marín, Adriana Vega, Antonio Vico.